# Лэдд, Шерил
Шерил Лэдд (англ. Cheryl Ladd, род.12 июля 1951) — американская актриса, певица и писательница.

## Биография
Шерил Джин Стоппелмор родилась в Хьюроне, Южная Дакота и переехала в Голливуд в 1970 году, чтобы начать музыкальную карьеру и вскоре записала песню для одного из анимационных проектов студии Hanna-Barbera. Тогда же она стала солисткой женской группы Josie and the Pussycats и выступала под псевдонимом Черри Мур. Вскоре она начала работать в качестве актрисы и появилась в таких телесериалах как «Счастливые дни» и «Женщина-полицейский».
Прорывом в карьере Шерил Лэдд стала роль Крис Манро в телесериале «Ангелы Чарли», где она заменила ушедшую после первого сезона Фэрру Фосетт. В 1978 году благодаря внезапной популярности из-за участия в сериале Лэдд выпустила свой дебютный сольный альбом, названный в честь себя, главный сингл с которого «Think It Over» достиг 34-й строчки в чарте Billboard Hot 100. После она выпустила ещё три альбома, а пиком её успеха стало исполнение национального гимна на Супербоуле в 1980 году. «Ангелы Чарли» завершились в 1981 году после пяти сезонов, и в последующие годы Лэдд исполнила главные роли в более тридцати сделанных для телевидения фильмах, в том числе «Грейс Келли», в котором она одной из первых сыграла недавно умершую принцессу Монако.
В девяностых Шерил Лэдд продолжала активно сниматься на телевидении и в 1994—1995 годах исполняла главную роль в сериале «Западный Вайкики». На большом экране она снималась не столь часто и в основном была заметна в фильмах «Тысячелетие» (1989), «Ядовитый плющ» (1992) и «Вечная полночь» (1998). Осенью 2001 года Шерил Лэдд заменила Бернадетт Питерс в бродвейском мюзикле «Энни получает ваше оружие» и получила хорошие отзывы от критиков за свою игру. После её ухода место главной героини заняла кантри-певица Риба Макинтайр. Она вернулась на телевидение в 2003 году с ролью Джиллиан Делин в телесериале «Лас-Вегас», в котором снималась до 2008 года.
С 1973 по 1980 год Шерил Лэдд была замужем за актёром Дэвидом Лэддом, от которого она родила дочь Джордан Лэдд в 1975 году. В 1981 году она вышла замуж за музыкального продюсера Брайана Рассела.